# After the Devastation
After the Devastation, pubblicato nel 2005, è il nono album del gruppo musicale danese Leæther Strip, uscito dopo 5 anni di silenzio discografico.

## Formazione
- Claus Larsen

## Tracce
Disc 1
1. The Shame of a Nation – 5:05
2. Back In Control - 5:52
3. Death Is Walking Next To Me (Album Edit) - 5:50
4. A Boy - 4:48
5. Dying Is Easy - Life Is Harder (Daddy Please Love Me) - 5:15
6. Sleep Is Only Heartbreak - 5:54
7. Slam - 4:07
8. Smerte - 5:00
9. Happy Pills (Gimme Gimme) - 4:40
10. Rip Like Cat Claws - 5:19
11. What If... - 5:09
12. Inner Exploration - 11:18

Disc 2
1. Gaza Strip (March Of The Innocent) - 6:15
2. Suicide Bombers (Album Edit) - 3:47
3. Carry Me (2006) - 7:04
4. Empty Space - 4:46
5. Junkie Do - Junkie Die -4:41
6. Homophobia- 5:34
7. This Is Where I Wanna Be (Album Edit) - 5:08
8. One Man's Gain Another Man's Pain - 4:22
9. Give Us Some Shelter (Katrina) - 4:58
10. One For One For One - 5:31
11. I Was Born That Day - 3:53
12. Leaether Strip Part 3 (Symphony For Kurt) - 13:43